# Даттинське сільське поселення
Датти́нське сільське поселення (рос. Даттинское сельское поселение) — сільське поселення у складі Ванінського району Хабаровського краю Росії.
Адміністративний центр — село Датта.

## Населення
Населення сільського поселення становить 579 осіб (2019; 659 у 2010, 790 у 2002).

## Склад
До складу сільського поселення входять:
| Населений пункт | Населення, осіб (2002) | Населення, осіб (2010) |
| --------------- | ---------------------- | ---------------------- |
| Датта, село     | 786                    | 652                    |
| Дюанка, село    | 4                      | 7                      |